# Усеїн Болатуков
Усеїн Бей Балатуков (крим. Üsein Bolatuqov, Усеин Болатукъов; 1895, с. Гавро — лютий 1918, Севастополь) — кримськотатарський драматург, поет і режисер.

## Життєпис
Походив з аристократичного роду Болатукових (Балатукових), одного із найбільш знатних родів кримських мурз. Народився 19 червня 1895 року у с. Гавро (зараз с. Плотинне) Ялтинського повіту. Батько — князь Мустафа-бей Балатуков (1872—1918), учитель у народному училищі с. Гавро, мати — Еміне Балатукова.
Праправнук князя Кая-бей Балатукова (1774—1827), першого генерала з кримських татар, героя війни 1812 року. Здобув вищу освіту у Парижі. Служив офіцером у Російській імператорській армії, але до моменту загибелі перебував у відставці.
Був співробітником газети «Міллет» («Нація») — друкованого органу Кримського мусвиконкому (пізніше — Кримськотатарської директорії), що видавався під редакцією А. С. Айвазова. У 1917 році у видавництві газети «Къырым Оджагъы» («Кримський Очаг») вийшла п'єса на три дії Усеїна Балатукова «Айше ханим», яка за оцінкою мистецтвознавця Світлани Керімової «стала першим твором у кримськотатарській літературі, повнокровно відобразила життя і погляди кримських мурз».
Брав участь у формуванні 1-го Кримського мусульманського полку «Урієт». 17 грудня 1917 року прапорщик Усеїн Балатуков призначений на стройову посаду молодшого офіцера 8-ї роти цього полку. У лютому 1918 року Слідча комісія Севастопольської Ради військових і робітничих депутатів заарештувала керівників севастопольського мусульманського комітету, зокрема й Балатукова, за звинуваченням у «реакційній поведінці і контрреволюційній діяльності». Страчений під час «варфоломіївських ночей» у Криму в лютому 1918 року.